# Бошкино
Бошкино — деревня в Себежском районе Псковской области России. Входит в состав сельского поселения Себежское.

## География
Находится на юго-западе региона, в северной части района, в лесной заболоченной местности вблизи реки Веть.
Уличная сеть не развита.

## История
В XIX веке земли поселения Бошкина входили в Псковскую губернию.
В 1941—1944 гг. местность находилась под фашистской оккупацией войсками Гитлеровской Германии.
До 1995 года деревня входила в Томсинский сельсовет. Постановлением Псковского областного Собрания депутатов от 26 января 1995 года все сельсоветы в Псковской области были переименованы в волости и деревня стала частью Томсинской волости.
В 2010 году Томсинская волость, вместе с Бошкино и другими населёнными пунктами, была влита в состав нового муниципального образования «сельское поселение Себежское».

## Население
| 2001 | 2002 | 2010 |
| ---- | ---- | ---- |
| 3    | ↘2   | ↗3   |

Согласно результатам переписи 2002 года, в национальной структуре населения русские составляли 100 % от общей численности в 2 чел..

## Инфраструктура
Личное подсобное хозяйство.

## Транспорт
Деревня доступна по просёлочным дорогам